# Ayoze García Pérez
Ayoze García Pérez (Puerto de la Cruz, Tenerife, 22 de novembre de 1985) conegut futbolísticament simplement com a Ayoze, és un futbolista professional canari. Actualment juga al New York Cosmos.

## Trajectòria futbolística
Ayoze va iniciar la seua carrera al CD Esquilón, en les categories de benjamí i aleví. Després va marxar a l'equip de la seua població natal, el CD Puerto Cruz. Des d'on va tornar de nou al CD Esquilón, poc abans de fer el salt a les categories inferiors del CD Tenerife. Finalment el 2003 va debutar amb el primer equip a la Segona divisió, poc després va marxar cedit a l'UD Las Palmas a la Segona B durant una temporada. Finalment el 2005 torna al Tenerife on acaba triomfant, n'esdevé el capità i llueix el dorsal 10. Finalment, després de no renovar el contracte amb el Tenerife marxa a l'Sporting, per continuar jugant a la Primera Divisió. Amb l'Sporting de Gijón firmà un contracte per a tres temporades. Després de no acabar de triomfar amb l'Sporting, el 31 d'agost de 2012 es va desvincular del club asturià.
El febrer del 2013 va fitxar per l'històric equip nord-americà del New York Cosmos.